# Чоројашу (Долж)
Чоројашу (рум. Cioroiaşu) насеље је у Румунији у округу Долж у општини Чоројаши. Oпштина се налази на надморској висини од 72 m.

## Становништво
Према подацима из 2011. године у насељу је живело 1977 становника.